# East Cleveland (Ohio)
East Cleveland è una città degli Stati Uniti della Contea di Cuyahoga, nello Stato dell'Ohio. È il primo sobborgo di Cleveland.
Nel censimento del 2003 la città contava 26.255 abitanti.

## Infrastrutture e trasporti
La città è servita dalla linea rossa della metropolitana di Cleveland.